# Il delitto di Clara Deane
Il delitto di Clara Deane (The Strange Case of Clara Deane) è un film del 1932 diretto da Louis J. Gasnier e Max Marcin.
È un film drammatico statunitense con Wynne Gibson, Pat O'Brien e Dudley Digges. È basato su un'opera teatrale di Arthur M. Brilant ed è ambientato nel 1912.

## Produzione
Il film, diretto da Louis J. Gasnier e Max Marcin su una sceneggiatura dello stesso Marcin e un soggetto di Arthur M. Brilant, fu prodotto dalla Paramount Pictures e girato nei Paramount Studios a Hollywood, Los Angeles.

## Distribuzione
Il film fu distribuito con il titolo The Strange Case of Clara Deane negli Stati Uniti dal 6 maggio 1932 al cinema dalla Paramount Pictures.
Altre distribuzioni:
- in Portogallo il 14 maggio 1934 (Tudo Contra Ela)
- in Italia (Il delitto di Clara Deane)